# Cristo dolente (Luca di Leida)
Il Cristo dolente è un dipinto a olio su tavola (130x85 cm) attribuito a Luca di Leida, databile al 1517 circa e conservato nella Galleria degli Uffizi a Firenze.

## Storia
L'opera si trova menzionata nel 1666 nell'inventario del Casino di San Marco, come lavoro di autore anonimo, nelle collezioni del cardinale Carlo de' Medici. Filippo Baldinucci vide la tavola nella galleria di Cosimo III e l'attribuì al Dürer ("un altro quadro di sua mano in tavola, alto circa braccia due e mezzo, dov'è raffigurato Gesù Cristo appassionato con mani legate, e tutti gli strumenti della passione e dal ginocchio in giù nel sepolcro").
Nel 1705, quando l'opera fu spostata da Palazzo Vecchio agli Uffizi, fu attribuito per la prima volta a Luca di Leida e da allora tale ipotesi è rimasta sostanzialmente invariata, anche se confermata solo dall'analogia con un'incisione siglata da Luca e datata 1517. Già Bode infatti, nel 1910, avanzò alcune riserve e oggi è generalmente escluso dalle monografie sull'artista. Cecchi, nel 1986, parlò di un anonimo pittore olandese del Cinquecento.
Già esposta in Tribuna fino agli inizi del Novecento, la tavola fu trafugata dai tedeschi dai depositi di San Leonardo in Passiria durante la seconda guerra mondiale. Recuperato, fu a lungo tenuto nei depositi di Palazzo Pitti, per tornare ad essere esposto agli Uffizi dal 1970, vicino alle altre opere del Rinascimento nordico.

## Descrizione e stile
Gesù si leva dal sepolcro con le mani legate, la corona di spine in testa e un ampio perizoma bianco con un lembo appoggiato sul bordo. La sua figura si contorce facendo una leggera torsione che amplifica alcuni aspetti di sofferenza. Dietro di lui si vedono i simboli della Passione, tra cui la croce, le scale della deposizione, la colonna della flagellazione, ecc.
Il cartiglio in primo piano doveva contenere la firma e la data, oggi non più leggibile.